# آمیداز
در آنزیم‌شناسی، یک آمیداز ( عدد گروه آنزیم 3.5.1.4) آنزیمی است که واکنش آبکافت آمید را کاتالیز می‌کند:
بنابراین، دو بستر این آنزیم مونوکربوکسیلیک اسید آمید و H2O هستند، در حالی که محصولات آن مونوکربوکسیلات و NH3 هستند.

## مطالعه بیشتر
- Bray HG, James SP, Raffan IM, Ryman BE, Thorpe WV (1949). "The fate of certain organic acids and amides in the rabbit. 7. An amidase of rabbit liver". Biochem. J. 44 (5): 618–625. doi:10.1042/bj0440618.
- Bray HG, James SP, Thorpe WV, Wasdell MR (1950). "The fate of certain organic acids and amides in the rabbit. 11 Further observations on the hydrolysis of amides by tissue extracts". Biochem. J. 47 (3): 294–299. doi:10.1042/bj0470294. PMC 1275209. PMID 14800883.